# Österreichische Alpine Skimeisterschaften 1971
Die Österreichischen Alpinen Skimeisterschaften 1971 fanden vom 4. bis zum 7. März in Jochberg statt.

## Herren

### Abfahrt
| Platz | Name                  | Zeit        |
| ----- | --------------------- | ----------- |
| 1     | Karl Cordin           | 1:55,38 min |
| 2     | Kurt Engstler         | 1:56,14 min |
| 3     | Hubert Berchtold      | 1:56,15 min |
| 4     | Josef Loidl           | 1:56,19 min |
| 5     | Anton Dorner          | 1:56,27 min |
| 6     | Manfred Grabler (AUS) | 1:56,36 min |

Datum: 5. März 1971

Ort: Jochberg

Streckenlänge: 3070 m

### Riesenslalom
| Platz | Name               | Zeit        |
| ----- | ------------------ | ----------- |
| 1     | David Zwilling     | 2:50,13 min |
| 2     | Josef Pechtl       | 2:50,45 min |
| 3     | Reinhard Tritscher | 2:50,48 min |
| 4     | Josef Loidl        | 2:51,53 min |

Datum: 6. März 1971

Ort: Jochberg

### Slalom
| Platz | Name             | Zeit        |
| ----- | ---------------- | ----------- |
| 1     | Harald Rofner    | 1:30,95 min |
| 2     | Norbert Wendner  | 1:31,15 min |
| 3     | David Zwilling   | 1:31,35 min |
| 4     | Heinrich Messner | 1:31,62 min |

Datum: 7. März 1971

Ort: Jochberg

### Kombination
Die Kombination setzt sich aus den Ergebnissen von Slalom, Riesenslalom und Abfahrt zusammen.
| Platz | Name               | Punkte |
| ----- | ------------------ | ------ |
| 1     | David Zwilling     | 11,37  |
| 2     | Josef Pechtl       | 24,95  |
| 3     | Reinhard Tritscher | 25,33  |
| 4     | Anton Dorner       | 29,74  |

## Damen

### Abfahrt
| Platz | Name            | Zeit        |
| ----- | --------------- | ----------- |
| 1     | Ingrid Gfölner  | 1:33,10 min |
| 2     | Dora Storm      | 1:35,14 min |
| 3     | Julia Spettel   | 1:35,25 min |
| 4     | Gudrun Resch    | 1:36,03 min |
| 5     | Marianne Ranner | 1:36,10 min |
| 6     | Sigrid Eberle   | 1:36,14 min |

Datum: 4. März 1971

Ort: Jochberg

Piste: Wagstätt

Streckenlänge: 2270 m

### Riesenslalom
| Platz | Name                  | Zeit        |
| ----- | --------------------- | ----------- |
| 1     | Annemarie Pröll       | 1:27,71 min |
| 2     | Ingrid Gfölner        | 1:29,43 min |
| 3     | Anneliese Leibetseder | 1:30,90 min |
| 4     | Julia Spettel         | 1:31,42 min |

Datum: 6. März 1971

Ort: Jochberg

### Slalom
| Platz | Name                  | Zeit        |
| ----- | --------------------- | ----------- |
| 1     | Annemarie Pröll       | 1:14,58 min |
| 2     | Helene Graswander     | 1:18,02 min |
| 3     | Sigrid Eberle         | 1:18,27 min |
| 4     | Anneliese Leibetseder | 1:18,32 min |
| 5     | Ingrid Gfölner        | 1:18,39 min |
| 6     | Julia Spettel         | 1:18,76 min |

Datum: 5. März 1971

Ort: Jochberg

### Kombination
Die Kombination setzt sich aus den Ergebnissen von Slalom, Riesenslalom und Abfahrt zusammen.
| Platz | Name              | Punkte |
| ----- | ----------------- | ------ |
| 1     | Ingrid Gfölner    | 039,68 |
| 2     | Julia Spettel     | 073,14 |
| 3     | Helene Graswander | 110,45 |